# Tomasz Zygadło

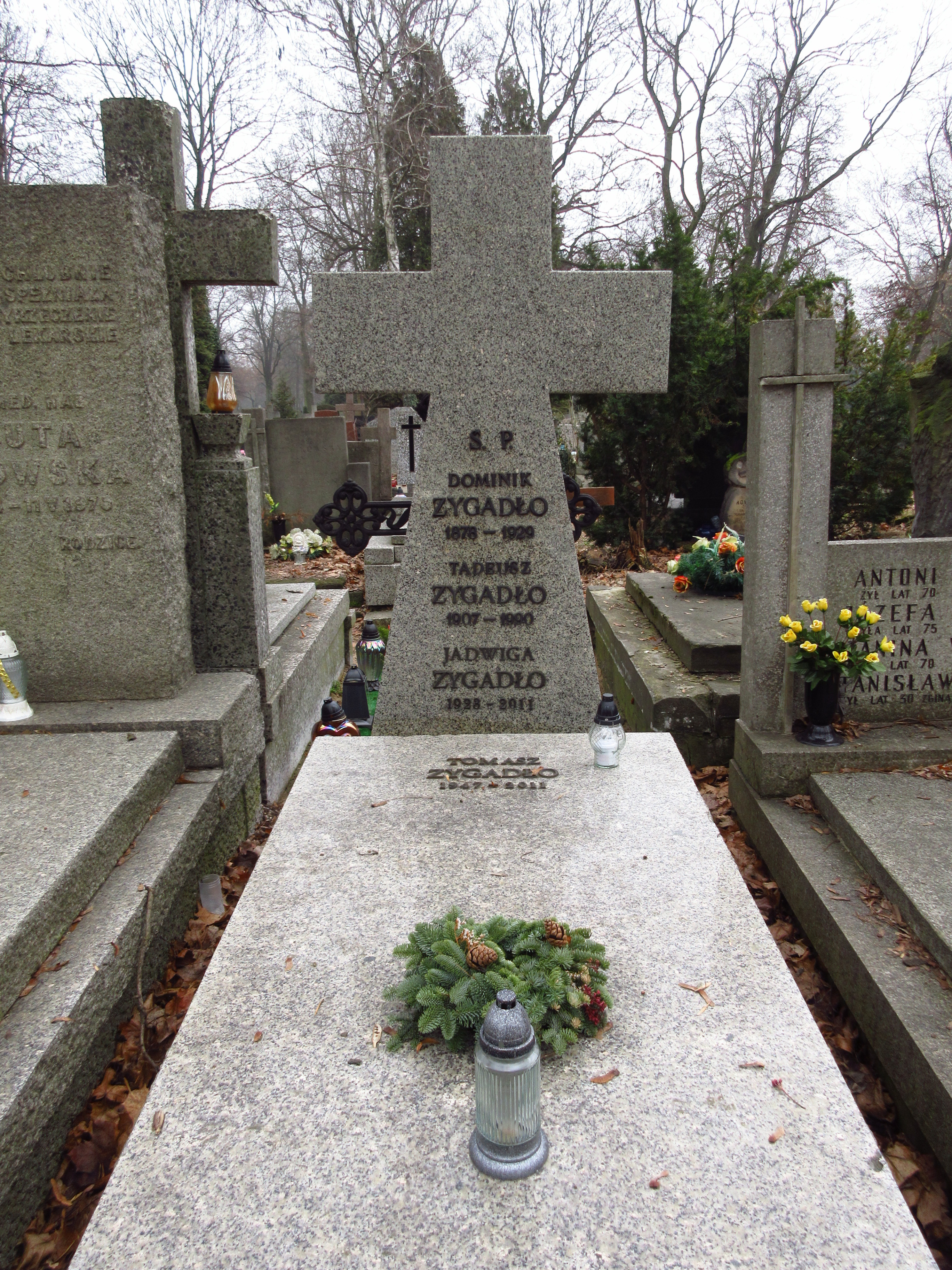
Grób Tadeusza i Tomasza Zygadłów na cmentarzu Bródnowskim w Warszawie

Tomasz Tadeusz Zygadło (ur. 23 grudnia 1947 w Warszawie, zm. 17 września 2011 tamże) – polski reżyser filmowy i teatralny, scenarzysta. Znany jako twórca filmów o ludziach niepogodzonych ze swoim życiem.
Syn koncertmistrza Tadeusza Zygadły i brat Jacka Zygadły, operatora filmowego.

## Życiorys
Ukończył II Liceum Ogólnokształcące im. Stefana Batorego w Warszawie (1965). Absolwent Wydziału Reżyserii PWSFTviT w Łodzi (absolutorium 1970, dyplom 1976; pierwotnie studiował socjologię na Uniwersytecie Warszawskim).
Po studiach związał się z warszawską Wytwórnią Filmów Oświatowych. Pierwszym samodzielnym filmem był dokument Szkoła podstawowa. Za reportaż ten reżyser otrzymał kilka znaczących nagród. W roku 1977 zrealizował swój pierwszy film fabularny – Rebus.
W latach 1992–1999 był zatrudniony na stanowisku reżysera w łódzkim Teatrze im. Stefana Jaracza.
Pochowany na cmentarzu Bródnowskim (kwatera 57A-4-22).

## Filmografia

### Reżyseria
- 1973 – Brzydkie kaczątko
- 1977 – Rebus
- 1980 – Ćma
- 1982 – Odwet
- 1985 – Sceny dziecięce z życia prowincji
- 1987 – Śmierć Johna L.

#### Filmy krótkometrażowe i reportaże
- 1971 – Szkoła podstawowa
- 1971 – Ziemia
- 1972 – Gospodarze
- 1972 – Robotnicy 1971: Nic o nas bez nas
- 1973 – Na lądzie
- 1974 – Olimpijczycy
- 1975 – Miłość
- 1975 – W tym miejscu
- 1976 – Mikrofon dla wszystkich
- 1977 – Brudnopis
- 1979 – Poniedziałek – 18 grudnia
- 1981 – Jeszcze
- 1982 – Dziad i baba
- 1982 – Z kraju i ze świata
- 1984 – Przewodnik
- 1997 – Prawdziwa historia guźca
- 1999 – Za kamerą
- 2005 – Żywot Franciszka, czyli osioł i pół
- 2006 – Szkoła podstawowa, czyli wykształciuchy

### Scenariusz
- 1973 – Brzydkie kaczątko
- 1977 – Rebus
- 1980 – Ćma
- 1981 – Dziecinne pytania
- 1982 – Odwet
- 1985 – Sceny dziecięce z życia prowincji
- 1987 – Śmierć Johna L.

#### Filmy krótkometrażowe i reportaże
- 1975 – W tym miejscu
- 1981 – Jeszcze
- 1984 – Przewodnik
- 1997 – Prawdziwa historia guźca
- 2006 – Szkoła podstawowa, czyli wykształciuchy

### Obsada
- 1973 – Brzydkie kaczątko jako chłopak w autobusie
- 1975 – Personel jako przewodniczący organizacji młodzieżowej
- 1976 – Blizna jako socjolog
- 1977 – Rebus
- 1978 – Aktorzy prowincjonalni jako reżyser Sławomir Szczepan
- 1978 – Bez znieczulenia jako uczestnik programu telewizyjnego „Trzech na jednego”
- 1982 – Odwet jako reżyser filmu
- 1985 – Sceny dziecięce z życia prowincji jako naczelnik N. N.
- 1987 – Śmierć Johna L. jako wielbiciel, ojciec Joli
- 1988 – Łabędzi śpiew jako Zięba, reżyser filmowy
- 1991 – Tak, tak jako reżyser Rydel
- 2000 – Portret podwójny jako producent
- 2005 – Dziki 2: Pojedynek jako weterynarz

#### Filmy krótkometrażowe
- 1994 – Kim pan jest, panie Szulkin?

### Dialogi
- 1981 – Dziecinne pytania

## Spektakle teatralne
Teatr Dramatyczny im. Jana Kochanowskiego w Opolu
- 1976 – Nowe cierpienia młodego W.
- 1978 – Dziady
- 1979 – Szalona Greta

Teatr Powszechny w Warszawie
- 1977 – Dni Turbinów

Stary Teatr im. Heleny Modrzejewskiej w Krakowie
- 1981 – Śniadanie

Teatr im. Stefana Jaracza w Łodzi
- 1989 – Kapelusz pełen deszczu
- 1991 – Chunga
- 1993 – Mein Kampf
- 1994 – Bóg
- 1995 – Obróbka
- 1996 – Walc samotnych
- 1998 – Miłość – to takie proste

Teatr Satyry „Maszkaron” w Krakowie
- 1990 – Wenecjanka

Bałtycki Teatr Dramatyczny im. Juliusza Słowackiego w Koszalinie
- 1991 – 2+2

Teatr Impresaryjny we Włocławku
- 1992 – Butterbrot
- 1992 – Szczoteczka do zębów

Teatr im. Juliusza Słowackiego w Krakowie
- 1994 – Antygona w Nowym Jorku
- 1995 – Za i przeciw

Teatr Polski w Poznaniu
- 1994 – Chunga

Teatr Ateneum w Warszawie
- 1997 – Odchodził mężczyzna od kobiety
- 1999 – Mr Love
- 1999 – Moralność pani Dulskiej
- 2000 – Herbatka u Stalina
- 2007 – Kolaboracja
- 2008 – Czy lubi pani Schuberta?

Teatr Polski w Warszawie
- 2001 – Lustro

Lubuski Teatr im. L. Kruczkowskiego w Zielonej Górze
- 2001 – Moralność pani Dulskiej

Teatr Nowy w Łodzi
- 2006 – Plac świętego Włodzimierza

### Teatr Telewizji
- 1975 – Kompozycja na cztery ręce
- 1976 – Kapelusz pełen deszczu
- 1977 – Ich czworo
- 1978 – Lęki poranne
- 1980 – Bella
- 1984 – Kilka scen z życia Glebowa
- 1986 – Mówi Chandler
- 1987 – Postępowanie wyjaśniające
- 1988 – Dacza
- 1989 – Wielki Peeperkorn
- 1989 – Kwartet
- 1990 – Drugie życie
- 1990 – Józef i Maria
- 1991 – Tajemna ekstaza
- 1992 – Moralność pani Dulskiej
- 1992 – Przyszedł mężczyzna do kobiety
- 1992 – Moskwa – Pietuszki
- 1993 – Coś w rodzaju miłości
- 1993 – Elegia dla pewnej pani
- 1993 – Łabędzi śpiew
- 1993 – O szkodliwości palenia tytoniu
- 1994 – Akapit
- 1994 – W kółko to samo
- 1995 – Po tamtej stronie
- 1995 – Kroki na schodach
- 1996 – Mutanci
- 1998 – Podporucznik Kiże
- 2001 – Błahostka

## Nagrody
- 1971 – Nagroda Główna – Brązowy Lajkonik za film Szkoła podstawowa na XI Ogólnopolskim Festiwalu Filmów Krótkometrażowych w Krakowie
- 1971 – Nagroda Klubu Krytyki Filmowej SDP „Syrenka Warszawska” za film Szkoła podstawowa na XI Ogólnopolskim Festiwalu Filmów Krótkometrażowych w Krakowie
- 1971 – Grand Prix – Wielka Nagroda Ministra Kultury i Sztuki – Złoty Smok za film Szkoła Podstawowa na VIII Międzynarodowym Festiwalu Filmów Krótkometrażowych w Krakowie
- 1974 – wyróżnienie za film Na lądzie na VI OFF Morskich w Szczecinie
- 1975 – stypendium Prezydenta miasta Koszalina na III Międzynarodowych Spotkaniach Filmowych „Młodzi i Film” w Koszalinie
- 1976 – Nagroda Specjalna – Srebrny Lajkonik za film Mikrofon dla wszystkich na XVI Ogólnopolskim Festiwalu Filmów Krótkometrażowych w Krakowie
- 1977 – Złoty Szczupak za reżyserię spektaklu Ich czworo Gabrieli Zapolskiej w Teatrze TVP na FWTV w Olsztynie
- 1981 – II nagroda za film Ćma na Międzynarodowym Forum Filmowym „Człowiek-Praca-Twórczość” w Lublinie
- 1981 – Srebrny Medal za film Ćma na Międzynarodowym Festiwalu Filmowym w Figuiera da Foz
- 1983 – Wyróżnienie Jury za oryginalny pomysł reżyserski za film Odwet na KSF „Młodzi i Film”
- 1993 – nagroda za reżyserię spektakli Moskwa – Pietuszki i Przyszedł mężczyzna do kobiety na Festiwalu Polskiej Twórczości Telewizyjnej
- 1993 – Złota Maska dla najlepszego przedstawienia sezonu 1992/93, Mein Kampf Taboriego, w Teatrze im. Stefana Jaracza w Łodzi
- 1998 – Nagroda Specjalna na Ogólnopolskim Przeglądzie Filmów Ekologicznych w Nowogardzie